# WZ-523
WZ-523 — китайский колёсный БТР, представленный в 1984 году. Известен так же под именем M1984 APC.
На вооружение китайской армии не поступил, вместо него на вооружение встал Tип 92 (WZ-551A). Разработан компанией Norinco.

## Конструкция
WZ-523 основан на базе шасси Hanyang HY427 6x6. Данная бронемашина является амфибией и передвигается по воде благодаря двум водомётам в корме корпуса.
Командир и Водитель сидят спереди. Двигатель и трансмиссия установлены посередине между передними и задними колёсами. По бортам башни установлены 6 дымовых гранотомётов.
Способен перевозить до 10 человек.

## Вооружение
WZ-523 оснащён двуместной башней в одним пулемётом QJC88 калибра 12.7 мм. Боекомплект составляет 1000 патронов.

## Передвижение
WZ-523 имеет бензиновый двигатель EO 6105 с мощностью 165 лошадиных сил. Бронеавтомобиль способен разгоняться до 85 км/ч по шоссе. Максимальный запас хода составляет 600 км.

## Варианты
- ZFB91 — бронеавтомобиль внутренней безопасности, разработанный в 1991 году. Отличается одноместной башней с 35 мм гранатомётом и пулемётом 7.62 мм.
- WZ523M — модернизированная версия WZ-523. Отличается изменённым корпусом и 30 мм автоматической пушкой. Имеет двигатель с водяным охлаждением YC6A240-10[2].

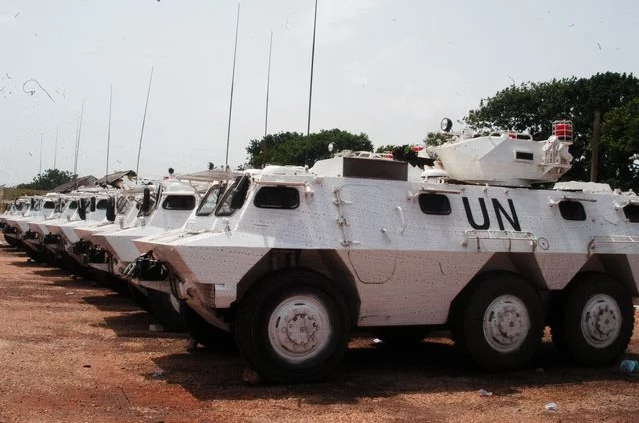
WZ-523 в Гане

## Основные операторы
- Китай — 60 единиц, не считая ZFB91.

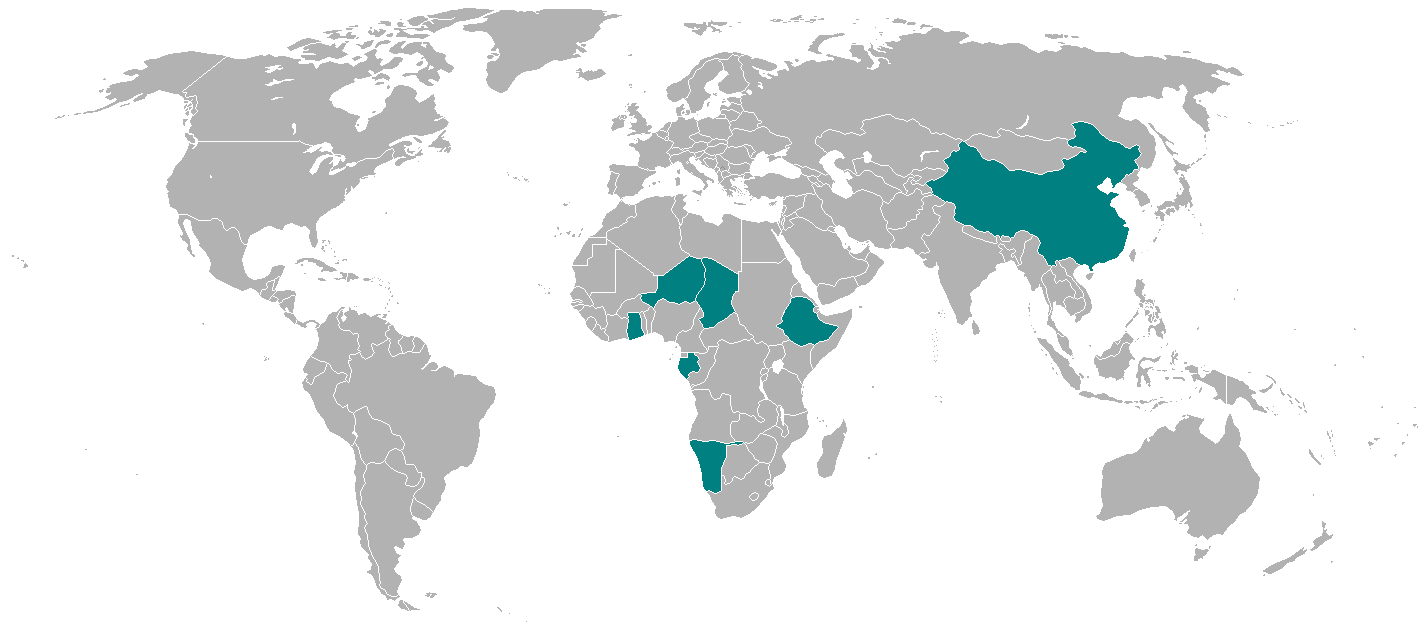
Карта операторов WZ523

- Гана — 58 единиц.
- Габон — 3 единицы.
- Намибия — 21 единицы.
- Нигер — 2 единицы.
- Чад — 10 единиц.
- Эфиопия — 10 единиц . Карта операторов WZ523